# مستقبل الكالسيتونين
مستقبل الكالسيتونين (بالإنجليزية: Calcitonin receptor)‏ هو مستقبل مقترن بالبروتين ج يرتبط بالهورمون الببتيدي كالسيتونين والذي وظيفته استتباب الكالسيوم، خصوصا فيما يتعلق بتكون العظم وعملية الأيض.